# Abu Ali Mustafa
Abū ʿAlī Muṣṭafā (in arabo ابو علي مصطفى‎?; Arrabah, 1938 – Al-Bireh, 27 agosto 2001) è stato un politico palestinese, segretario generale del Fronte Popolare per la Liberazione della Palestina (FPLP) dal luglio 2000 fino al suo assassinio da parte delle forze israeliane l'anno successivo.

## Biografia
Abū ʿAlī Muṣṭafā - nome di battaglia di مصطفى علي العلي الزبري, Muṣṭafā ʿAlī al-ʿAlā al-Zubayrī, nacque nel 1938 nella cittadina di ʿArrāba, nel qaḍāʾ di Jenīn (Cisgiordania settentrionale), a 13 km a SO di Jenīn. Suo padre era un agricoltore che aveva lavorato fino al 1948 nelle Ferrovie di Haifa. 

Dopo aver compiuto i suoi primi studi nella sua città natale, si recò per completare i propri studi ad Amman. Nel 1955 si unì al Movimento Nazionalista Arabo (MNA). Due anni dopo fu arrestato dalle autorità giordane per le sue attività politiche. Al suo rilascio nel 1961 assunse il comando delle operazioni militari condotte dal MNA nella Cisgiordania settentrionale. A seguito dell'occupazione israeliana della Cisgiordania nella Guerra dei sei giorni del 1967, abbandonò la Cisgiordania stessa e passò i 32 anni successivi della sua vita per lo più a Damasco e in Giordania.
Abū ʿAlī si unì a George Habash e ad altri componenti della sinistra del MNA con l'intento di dar vita al Fronte Popolare per la Liberazione della Palestina, di orientamento marxista nello stesso 1967 e divenne un membro della leadership della nuova organizzazione guerrigliera palestinese. Fu altresì membro di spicco dell'Organizzazione per la Liberazione della Palestina fino a diventare componente del suo Comitato Esecutivo (il governo dell'OLP). Per lungo tempo fu il vice di George Habash alla guida del FPLP.
Nel settembre del 1999 tornò in Cisgiordania mentre si stava prefigurando un accordo fra Yasser Arafat e il Primo Ministro israeliano Ehud Barak. Nel luglio 2000 fu eletto segretario generale del FPL a causa del ritiro dalle attività di Habash.

## Uccisione
Fu assassinato con un "omicidio mirato" da due missili lanciati da un elicottero israeliano mentre era dietro la sua scrivania a Ramallah il 27 agosto 2001. Oltre 50.000 persone presero parte al suo funerale.
A quella data egli era il leader palestinese più anziano soppresso dagli israeliani. Il FPLP di conseguenza chiamò il suo braccio armato nei Territori Occupati palestinesi Brigate Abū ʿAlī Muṣṭafā. Gli succedette come segretario generale Ahmad Sa'dat.
È stato sposato e ha avuto tre figli e due figlie.
Il FPLP fu etichettato da Israele e da vari Stati occidentali come terrorista. Israele considerò Abū ʿAlī Muṣṭafā personalmente responsabile di 10 diversi attentati con auto-bombe, organizzati dal FPLP nel corso del suo Segretariato, a Gerusalemme, Or-Yehuda, Yehud, Haifa e in altre località ancora.
In un'intervista concessa ad Al Jazeera poco prima del suo assassinio, dichiarò:
"Crediamo che il popolo palestinese, sia quello nella Diaspora, sia sotto occupazione, abbia il diritto di combattere usando ogni mezzo, inclusa la lotta armata, perché noi pensiamo che il conflitto sia la costante e che gli altri strumenti le tattiche siano le variabili".
Interrogato circa il rischio di venire assassinato per mano israeliana, rispose:
"Siamo tutti bersagli non appena cominciamo a mobilitarci. Facciamo del nostro meglio per evitare le loro armi, ma viviamo sotto la brutale occupazione sionista delle nostre terre, e il loro esercito è a soli pochi metri da noi. Naturalmente dobbiamo essere prudenti, ma abbiamo un lavoro da svolgere e nulla ci fermerà".